# La Sente étroite du Bout-du-Monde
La Sente étroite du Bout-du-Monde (奥の細道 / おくのほそ道, Oku no hosomichi), parfois traduit en L’Étroit Chemin du fond, Sur le chemin étroit du Nord profond ou encore Le Chemin étroit vers les contrées du Nord, est une œuvre majeure du poète japonais Matsuo Bashō (1644-1694). 

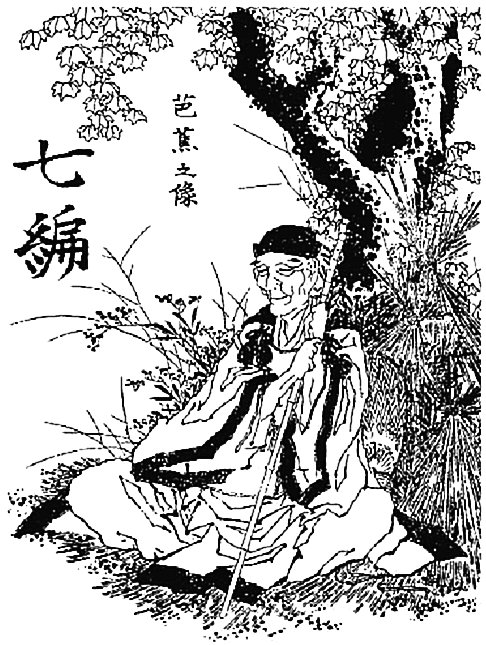
Bashō par Hokusai.

Le texte se présente sous la forme d’un carnet de voyage relatant un périple épique et dangereux effectué par Bashō à travers le Japon féodal. L’œuvre est considérée comme un classique et de nombreuses personnes reparcourent aujourd’hui le chemin qui y est décrit. Dans un des passages les plus fameux, Bashō écrit : « Chaque jour en voyage, il fait du voyage sa demeure. »
Kenji Miyazawa résumera l’essence du carnet ainsi : « C’est comme si l’âme du Japon s’était couchée sur le papier d’elle-même, dans toute sa profondeur. »

## Présentation du contexte et de l’œuvre

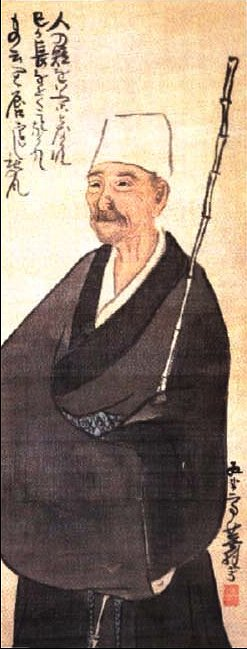
Bashō par Buson.

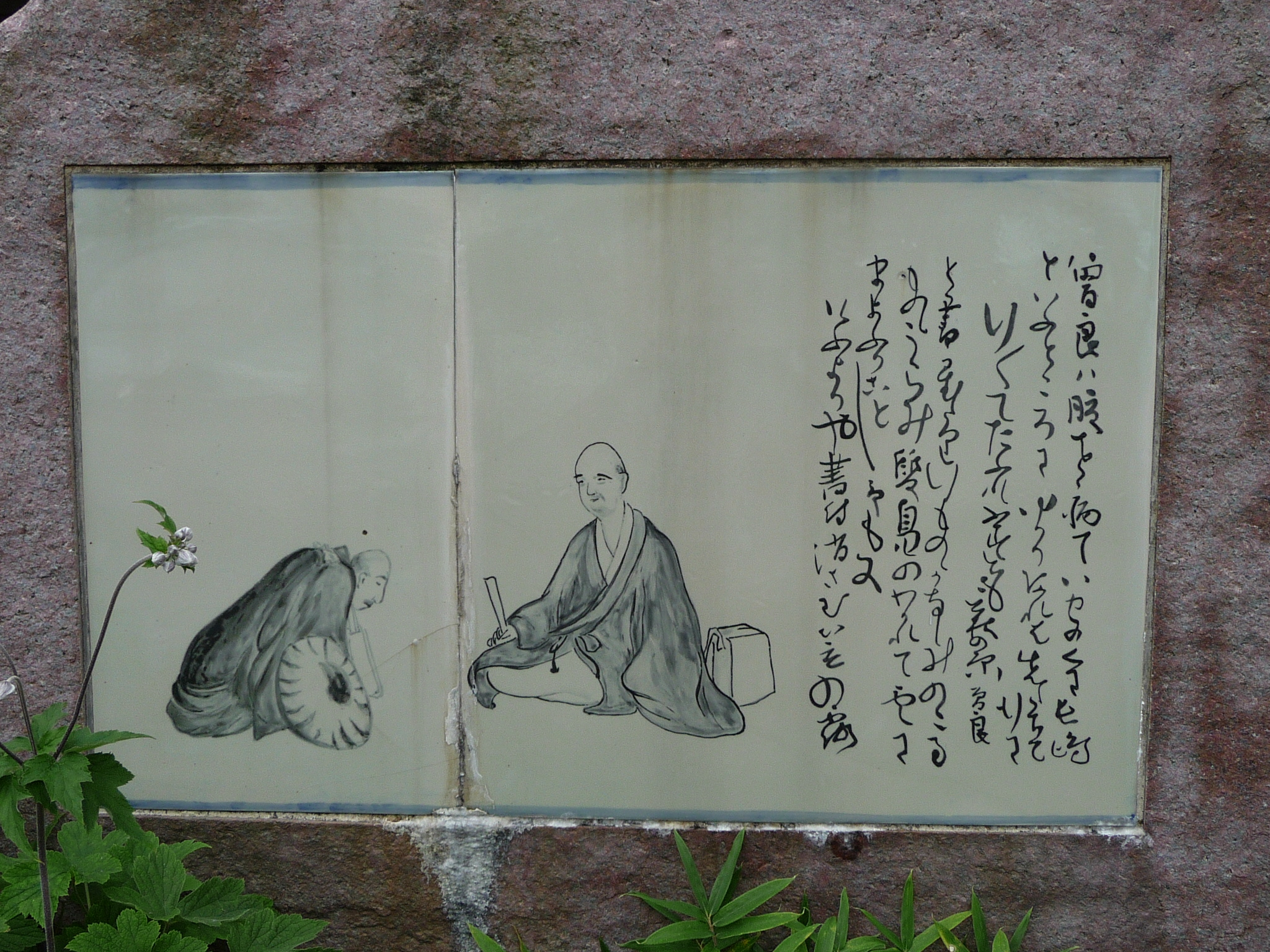
Bashō (à droite) et Sora (à gauche) se séparant à l'onsen de Yamanaka.

Pour écrire La Sente du Bout-du-Monde, Bashō s’est inspiré d’un de ses propres voyages réalisé à la fin du printemps de 1689. Avec son disciple Kawai Sora (河合曾良), ils partirent d’Edo (de nos jours, Tokyo) pour se rendre dans la région intérieure d’Oku, au nord ; leur but était simplement de contempler ces lieux si souvent décrits par les anciens poètes. En particulier, Bashō souhaitait visiter tous les sites mentionnés dans les vers de Saigyō, qu’il considère comme le plus grand auteur de poésie waka du Japon. Pourtant, voyager à cette époque était très dangereux, mais Bashō était pris d’une réelle ferveur, idéalisant l’image du poète errant. Le voyage dura environ 156 jours et quelque 2 300 kilomètres couverts pour la plupart à pied. De toutes les œuvres de Bashō, La Sente du Bout-du-Monde est clairement la plus connue.
Le texte prend la forme d’un haïbun, une composition mêlant prose et haïku, en cinquante chapitres. On y trouve diverses références à des auteurs comme Confucius, Saigyō, d’anciens poètes chinois et même le Heike monogatari ; le juste équilibre entre tous ces éléments doit éveiller des sentiments très forts. D’autre part, s’agissant d’un récit de voyage, Bashō relate avec beaucoup de vie l’essence poétique de chaque étape de l’épopée. Parmi ces arrêts, on peut citer le temple des Tokugawa de Nikkō, la barrière de Shirakawa, les îles de Matsu-shima, Hiraizumi, Sakata, Kisakata, et Etchū.
Après ce voyage, il passa cinq ans à travailler et remanier son ouvrage, mais ce dernier ne fut publié que trois ans après sa mort en 1702. En se fondant sur les différences entre le Journal de Sora (écrit donc par son disciple au même moment) et la version finale du carnet, il devient clair que Bashō s’est permis un certain nombre de libertés dans l’histoire, imaginant son propre univers poétique. Il s’est par exemple inspiré du Senjūshu (Sélection de contes) attribué à Saigyō, dans lequel le narrateur, surpris par une tornade près d’Eguchi, trouve refuge non loin chez une prostituée ; après y avoir échangé des poèmes, il y passe la nuit. Bashō insère donc dans sa Sente du Bout-du-Monde une rencontre similaire avec une prostituée, mais le carnet de Sora n’en contient aucune trace.

## Philosophie du texte

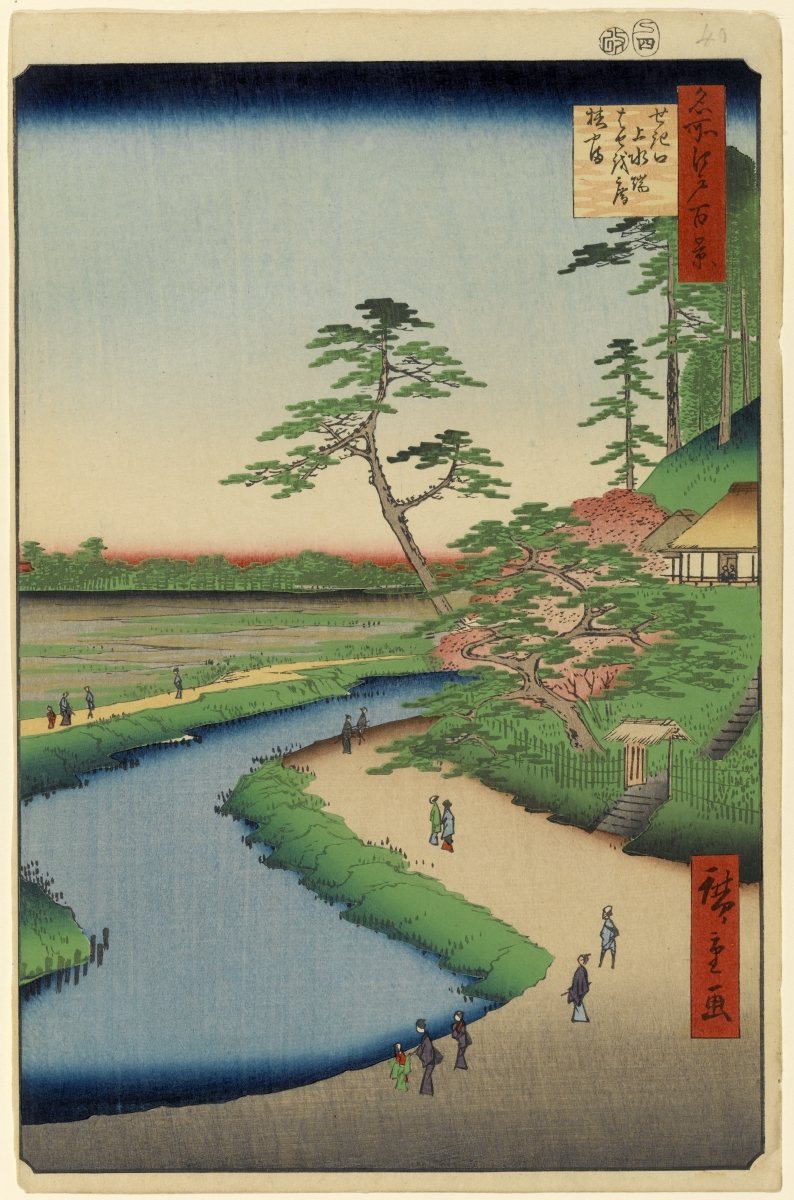
Quarantième des Cent vues d’Edo : La Maison de Bashō sur la colline aux camélias.

Dans l’introduction de l’édition anglaise parue chez Penguin Books, Nobuyuki Yuasa note que Bashō a étudié le bouddhisme zen auprès d’un moine nommé Buccho, même si l’on ne peut affirmer qu’il ait atteint « l’éveil » (bodhi, l’objectif ultime du bouddhiste). Quoi qu’il en soit, le spécialiste du bouddhisme zen japonais Daisetz Teitaro Suzuki décrit la philosophie de Bashō comme « l’annihilation totale du sujet et de l’objet » dans la méditation. Yuasa apporte une analyse similaire : « Bashō a rejeté ses plus anciennes convictions, une par une, dans les années avant son voyage, si bien qu’il ne lui restait plus rien d’autre à rejeter que lui-même, intérieurement et extérieurement. Il était obligé de se rejeter pour pouvoir reconstruire son identité réelle (ce qu’il nomme le « moi éternel qui devient poésie »). » Yuasa ajoute que « La Sente du Bout-du-Monde est une étude de l’éternité, si profonde qu’elle en devient un point fixe dressé contre le cours du temps ».

## Traductions françaises de l’œuvre
- Matsuo Bashō (trad. du japonais par Nicolas Bouvier), Le Chemin étroit vers les contrées du Nord : précédé par huit haïku, Genève/Paris, éd. Héros-Limite, 2006, 80 p. (ISBN 978-2-940358-13-7)Réédition de l’ouvrage de 1976.
- Oku no Hosomichi, « La Sente des Contrées secrètes » traduit du japonais et commenté par Jean Marc Chounavelle. Edition Olizane, Genève, 2019. (ISBN 978-2-88086-488-0).
- Matsuo Bashō (trad. du japonais par René Sieffert), Journaux de voyage (recueil), Paris, Publications orientalistes de France, 2001, 122 p. (ISBN 2-7169-0327-1).
- Matsuo Bashō (trad. Manda), Sur le chemin étroit du Nord profond, Atelier Manda, 2004, 128 p. (ISBN 978-2-9523257-0-7)Traduction d’extraits du journal de voyage Oku no hosomichi, calligraphiée et illustrée.
- Matsuo Bashō (trad. du japonais par Alain Walter), L’Étroit chemin du fond, Bordeaux, William Blake, 2008, 267 p. (ISBN 978-2-84103-163-4).

Un livre de Michaël Glück et Annie Fabre existe avec le même titre (en référence d’ailleurs à l’œuvre de Bashō).

## Hommages
- (11288) Okunohosomichi, astéroïde nommé en mémoire.